# Chagatai
Chagatai, o Djagatai (tartaro: "Джагатай"; 22 dicembre 1183 – 1º luglio 1242), è stato un generale mongolo.

## Storia
Nel 1232, soffocò una sedizione a Bukhara, dove agì con prontezza e severità, e salvando il nascente impero mongolo da una calamità lontana. Fu probabilmente un mongolo a tutti gli effetti, in quanto stette dalla parte dello yasa, la legge dei Mongoli. Mostrò però poco favore verso l'Islam; i musulmani, da parte loro, videro Chagatai Khan con negatività e ostilità, in quanto questi forzò lo yasa contro la legge della shariah che bandiva lo squartamento degli animali e l'abluzione delle preghiere rituali, ma anche contro il sistema metrico islamico. Vajir, il cuoco degli uiguri, fu accusato da Yesulun, moglie di Chagatai, di averlo avvelenato. Chagatai si dimostrò però tollerante, perché il suo primo ministro per la Transoxiana fu un islamico, Jumilat-ul-Mulk, alias Qarachar Noyan, e durante il suo regno furono costruite anche molte moschee.
A lui fu intitolato in seguito il Khanato Chagatai.

## Ascendenza
Fu uno dei figli di Gengis Khan e Börte.

## Discendenza
Ebbe 4 mogli:
- Yesulun Khatun, figlia di Kata Noyan dei Kunqirrat
- Togan Khatun, seconda figlia di Kata Noyan
- Sevinch Khatun, figlia di Barak Hajib Qutluq Sultan Khan dei Kirman
- La figlia di Muhammad Kwarazm Shah

da queste ebbe alcuni figli tra cui:
- Mochi Yaba Khan (da una concubina)
- Moatuqan Khan, dalla prima moglie Yesulun Khatun
- Balgash Khan (da una concubina)
- Sarban Khan (da una concubina)
- Yesu Mengu Khan (da una concubina)
- Baidar Khan (da una concubina), uno dei condottieri che ha guidato l'invasione in Europa
- Katakai Khan, dalla seconda moglie Togan Khatun
- Mochi Khan (da una concubina)
- Salgan Khan (da una concubina)